# سانتبنیا د پیسوئرگا
سانتبنیا د پیسوئرگا (به اسپانیایی: Santovenia de Pisuerga) یک شهرستان در اسپانیا است که در استان وایادولید واقع شده‌است.